# Mondaiji-tachi ga Isekai Kara Kuru So Desu yo?
Mondaiji-tachi ga Isekai Kara Kuru Sō Desu yo? (問題児たちが異世界から来るそうですよ?, Vertaald als: Probleemkinderen komen van een andere wereld, of niet soms?) ook bekend als Mondaiji (問題児) in het kort, is een Japanse light novelserie geschreven door Taro Tatsunoko en geïllustreerd door Yu Amano. Een anime-adaptatie door Diomedea begon met uitzenden vanaf januari 2013.

## Verhaal
Sakamaki Izayoi, Kudo Asuka, en Kasukabe Yo hebben enorme psychische krachten en zijn verveeld door de gewone wereld. Op een dag dwarrelen drie enveloppen, een voor elk persoon, uit de lucht, en op het moment dat ze elk hun eigen envelop openen, worden ze onverwachts naar een andere en onbekende wereld gebracht. Ze zijn opgeroepen door 'Black Rabbit', oftewel 'Zwart Konijn' om haar gemeenschap "No Name" ofwel "Geen Naam" te helpen de Demon lords (Demonen vorsten) omver te werpen.

## Personages

### Hoofdpersonen
Sakamaki Izayoi (逆廻 十六夜, Sakamaki Izayoi)
Een arrogante jongen die zijn problemen vaak met geweld probeert op te lossen. Hij is echter ook een zeer intelligente jongen. Zijn oude wereld verveelde hem, vandaar dat hij naar plezier zoekt in de 'Little Garden'. Zijn gift is "Code: Onbekend". Zelfs de "Gift card" of "Fragment van Laplace" kon niet achter de aard van zijn gave komen, al geeft zijn gave hem de kracht om zelfs een god te kunnen verslaan. Izayoi is een expert op mythologisch gebied, dankzij zijn moeder, en een geniale tacticus en analist. In deel 3, werd onthuld dat Izayoi zijn geadopteerde moeder de voormalige leidster van de "No Names" was.
Black Rabbit (黒ウサギ, Kuro Usagi)
Een meisje met konijnenoren die in de 'Miniature Garden' verblijft. Zij is degene die de probleemkinderen heeft opgeroepen. Ze doet haar best serieus te zijn, maar wordt snel opgewonden. Wanneer ze haar kracht gebruikt, verandert haar blauwe haar in een rozige kleur als gevolg van het verkrijgen van kracht. Dit gebeurt ook in andere situaties, zoals toen Izayoi haar gemeenschap beloofde te helpen, of toen ze genoot van een bad met de meiden. Een van de gaven van 'Black Rabbit' is de "Spear of Indra", een krachtig legendarisch wapen.
Kudō Asuka (久遠 飛鳥, Kudō Asuka)
Een rijke en jonge dame met de gave "Oraculum". Ze gebruikt haar kracht en autoriteit om anderen te laten doen wat zij ze opdraagt. Haar gave heeft ook de kracht om andere gaven te beheersen en om de kracht van een voorwerp te versterken. Ze beschikt ook over een andere gave genaamd 'Dean', een massieve en gigantische stenen reus.
Kasukabe Yō (春日部 耀, Kasukabe Yō)
Een stil en jong meisje wier gave, "Genome Arbor – Non Priorum" genaamd, aan haar gegeven door haar vader, haar de kracht schenkt om met dieren te kunnen praten en de krachten te kunnen gebruiken van elk dier waar ze een vriendschap mee heeft weten te sluiten. Ze gaat vaak gepaard met Calico Cat, een lapjeskat met wie ze haar eerste vriendschap heeft weten te sluiten en die haar de mogelijkheid heeft gegeven om weer te kunnen lopen, nadat ze verlamd in een ziekenhuis terecht was gekomen.

### Bijrollen
Jin Russel (ジン・ラッセル, Jin Rasseru)
De huidige leider van de gemeenschap "No Name".
Riri (リリ)
Een van de leden van de gemeenschap "No Name".
Shiroyasha (白夜叉)
De manager van Thousand Eyes en de Demon Lord van de Witte Nacht. Ze is, laten we zeggen, een beetje pervers ...
Leticia Draculair (レティシア・ドラクレア, Retishia Dorakurea)
Een voormalig lid van de gemeenschap "No Name". Ze was een Vampierenvorstin die haar titel verloor toen ze tot slavin gemaakt werd, waarna haar gemeenschap ten val kwam.
Galdo Gasper (ガルド＝ガスパー, Garudo Gasupā)
Een lid van Fores Garo. Hij mag dan wel doen alsof hij een Demon Lord is, hij dwingt anderen om zijn geschenk-spel-uitdagingen te accepteren door naasten van hen te ontvoeren en zijn doelwitten te chanteren.
Sandra Dortlake (サンドラ＝ドルトレイク, Sandora Dortoleeku)
Een van de vloermeesters, ze is een jonge meid en een vriend van Jin en Riri.